# Agrostis hookeriana
Agrostis hookeriana é uma espécie de gramínea do gênero Agrostis, pertencente à família Poaceae.